# Đuôi cụt rừng đước
Đuôi cụt rừng đước, tên khoa học Pitta megarhyncha, là một loài chim trong họ Pittidae.